# Paolo Pietrosanti
Paolo Pietrosanti (Roma, 27 giugno 1960 – Roma, 7 gennaio 2011) è stato un politico e attivista italiano.
Giornalista, scrittore, attivista nonviolento ed esponente del Partito Radicale prima, e poi del Partito Radicale Transnazionale, oggi noto come "Partito Radicale Nonviolento, Transnazionale e Transpartito", è stato membro del Consiglio Federale del Partito Radicale, e dal 1993 ha fatto parte della Segreteria politica di quell'organizzazione. Paolo Pietrosanti fu uno dei capilista radicali alle elezioni europee del 1999 ed a quelle politiche 2001.

## Biografia
Paolo Pietrosanti è nato a Roma nel 1960. Entrato molto giovane nel Partito Radicale, i suoi principali campi di attività che l'hanno visto impegnato nell'arena politica, per l'area radicale, sono stati la lotta alla pena di morte, l'iniziativa nonviolenta a favore dell'antimilitarismo, l'azione per la democrazia nei paesi comunisti dell'Europa Orientale e Centrale, e l'avanzamento dei diritti del popolo Roma. Era considerato da alcuni come uno dei massimi divulgatori contemporanei delle idee di Gandhi e Martin Luther King in Italia.
A partire dal 2000 Pietrosanti ha iniziato ad occuparsi del problema della trasmissione della cultura e della non disponibilità di testi in formato digitale per non vedenti ed ipovedenti, alla luce delle vigenti norme sul diritto d'autore che egli considera non adeguate alle nuove possibilità offerte dalle tecnologie moderne; vinse anche una causa giudiziaria, presso il tribunale di Milano, contro gli avvocati della scrittrice J. K. Rowling, onde poter distribuire digitalmente i romanzi di Harry Potter nel formato per non vedenti.. Ciò anche alla luce delle proprie e esperienze personali di non vedente: Pietrosanti si ammalò ancora giovane di tumore cerebrale, e dal 1993 la sua vista fu irrimediabilmente compromessa, nonostante l'apparente guarigione dalla malattia.
Dopo un periodo di allontanamento dalla vita politica "tradizionale" dei Radicali Italiani, a causa anche di divergenze con la linea politica di Marco Pannella e degli altri dirigenti, durante il quale s'è dedicato al Partito Radicale Transnazionale e ad altre iniziative, nel 2008 è ritornato alla politica attiva; è stato quindi candidato al consiglio comunale di Roma per la Lista Bonino-Radicali ed è stato anche in corsa per ottenere un seggio nel Consiglio regionale del Lazio nelle elezioni del 28 e 29 marzo 2010.
È scomparso nel 2011 all'età di 50 anni a seguito di una recidiva del tumore, lasciando la moglie Ursula e la figlia Sophia.
Da segnalare, oltre all'attività civile, sociale e politica, il suo impegno nello sport come atleta. Paolo Pietrosanti praticò l'atletica leggera ed in particolare la specialità della marcia, nella quale si distinse nelle categorie giovanili "ragazzi", "allievi" e "Juniores", partecipando con buoni risultati a gare di livello nazionale, sia individuale che di società. Era tesserato per il Gruppo Sportivo Fiamme Gialle, una squadra che aveva proprio tradizionalmente nella marcia il suo punto di forza. In quel sodalizio sportivo egli conobbe atleti di livello internazionale, di età maggiore ed appartenenti alle categorie assolute, con i quali frequentemente amava intraprendere dialoghi sugli aspetti sociali e politici dello sport, ed i quali gli riconoscevano, nonostante la giovane età, il possesso di una intelligenza e di un eloquio brillantissimi. Gli impegni politici e l'attivismo sociale sottrassero sempre più tempo agli allenamenti, e la sua ferrea volontà non poté a lungo sopperire alla impossibilità di frequentare gli impianti sportivi. Lasciò l'atletica alla soglia dei 20 anni, ma senza mai far mancare la sua presenza e la sua amicizia all'ambiente sportivo. 

## Iniziative di rilievo

### Nonviolenza ed antimilitarismo
Pietrosanti fu arrestato una prima volta per avere partecipato ad una manifestazione antimilitarista nella base siciliana di Comiso, venendo poi assolto al processo. Nel 1986 a Varsavia prese parte ad una manifestazione a favore dei locali obiettori di coscienza e dei prigionieri politici. Espulso per questo a tempo indeterminato dalla Polonia, gli fu impedito un nuovo ingresso nel paese ancora nel 1988. Sempre nel 1988, in occasione della parata militare per la Festa della Repubblica in via dei Fori Imperiali, a Roma, Pietrosanti insieme ad altri due radicali (Sergio Rovasio e Ivan Novelli) si rese autore di una ironica iniziativa nonviolenta, minacciando di fare piovere per impedire la sfilata, alla quale essi si opponevano. L'iniziativa venne ad avere risonanza anche per il fatto che quel giorno, curiosamente, sui Fori Imperiali piovve davvero.

### Lavoro sui diritti civili ed umani
Tra il 1990 ed il 1993 Pietrosanti svolge parte della propria attività politica a Praga, capitale dell'allora Cecoslovacchia, ed oggi della Repubblica Ceca. Negli anni '90 del XX secolo, Pietrosanti si impegna poi a favore del Tibet e dei diritti umani in quell'area, sottoposta ad amministrazione cinese, venendo ricevuto insieme a Olivier Dupuis e a Marco Pannella dal Dalai Lama. Egli è inoltre uno dei responsabili radicali che curò per il proprio partito le iniziative per l'incriminazione del presidente jugoslavo, oggi defunto, Slobodan Milošević, e per l'istituzione di un Tribunale penale internazionale delle Nazioni Unite.

### Iniziative contro la pena di morte
Negli anni '80 Pietrosanti collaborò con don Germano Greganti al lavoro dall'Italia attorno al caso della giovane condannata a morte statunitense Paula Cooper; le pressioni internazionali sul caso conseguirono la commutazione della condanna dalla sedia elettrica a 60 anni di carcere (la Cooper verrà rilasciata sulla parola dopo 28 anni). Egli partecipò inoltre ad una campagna per la raccolta di firme contro la pena capitale; le firme, furono consegnate al Segretario Generale delle Nazioni Unite nel 1988. Il lavoro dei radicali e degli abolizionisti sul caso della Cooper, giovane afroamericana condannata per un omicidio compiuto quando era minorenne, portò anche ad un incremento della pressione politica, che avrebbe spinto la Corte Suprema degli Stati Uniti d'America a dichiarare incostituzionale, nel 2005, l'uso della pena capitale nei confronti dei minori, all'epoca del fatto.
Durante la propria permanenza a Praga, nell'ambito delle attività politiche della locale sezione del PR, Pietrosanti continuò ad intrattenere rapporti con gli esponenti di quella che sino a pochi anni prima era stata la dissidenza, ed in particolare con Václav Havel, Alexander Dubček, Jiří Hájek e Petr Uhl. Divenuto presidente, Havel cancellerà la pena di morte dall'ordinamento cecoslovacco.

### Rappresentanza del popolo Rom
Nel 1993, Pietrosanti venne nominato rappresentante all'ONU della Unione Internazionale dei Rom, a partire dal 2000 egli ne è stato Commissario agli Affari Esteri.

## Opere
- Ivan Novelli, Paolo Pietrosanti, La guerra nonviolenta, Milano, 1983.